# Les Loges (Calvados)
 Les Loges  es una población y comuna francesa, situada en la región de Baja Normandía, departamento de Calvados, en el distrito de Vire y cantón de Aunay-sur-Odon.

## Demografía
| 177 | 165 | 126 | 128 | 110 | 115 |
| Para los censos de 1962 a 1999 la población legal corresponde a la población sin duplicidades (Fuente: INSEE [Consultar]) |     |     |     |     |     |